# Безгинове
Безги́нове — село в Україні, у Новоайдарській селищній громаді Щастинського району Луганської області. Населення становить 201 особу. Розташоване на правому березі річки Айдар

## Історія
У 1932–1933 роках Безгинове постраждало від Голодомору. Кількість встановлених жертв — 77 людей. У книзі «Врятована пам′ять. Голодомор 1932-33 років на Луганщині: свідчення очевидців» містяться спогади місцевої мешканки Новиченко Анастасії Василівни (1915 року народження), яка описує ті події так:

| «…Сім'я наша дуже голодувала і надіялася лише на той хліб, який я отримувала в школі. У матері, що тяжко працювала в колгоспі, попухли з голоду ноги і руки, а на роботу йшла, бо звідти нишком приносила колоски пшениці і давала молодшим дітям їх жувати по зернятку…»[2] |

## Населення
За даними перепису 2001 року населення села становило 201 особу, з них 46,27 % зазначили рідною українську мову, а 53,73 % — російську.

## Відомі люди
- У селі народився Іван Приблудний, справжнє ім'я Яків Петрович Овчаренко (1905—1937) — російський поет.[4](рос.) В 1920 році приєднався до  кавалерійської бригади Григорія Котовського. Жив у Москві. Репресований та розстріляний в 1937 році.  
Дружив з Сергієм Єсеніним. Кажуть, що Іван Приблудний був прообразом Івана Бездомного, персонажа з роману М. Булгакова «Майстер і Маргарита».

Світлини
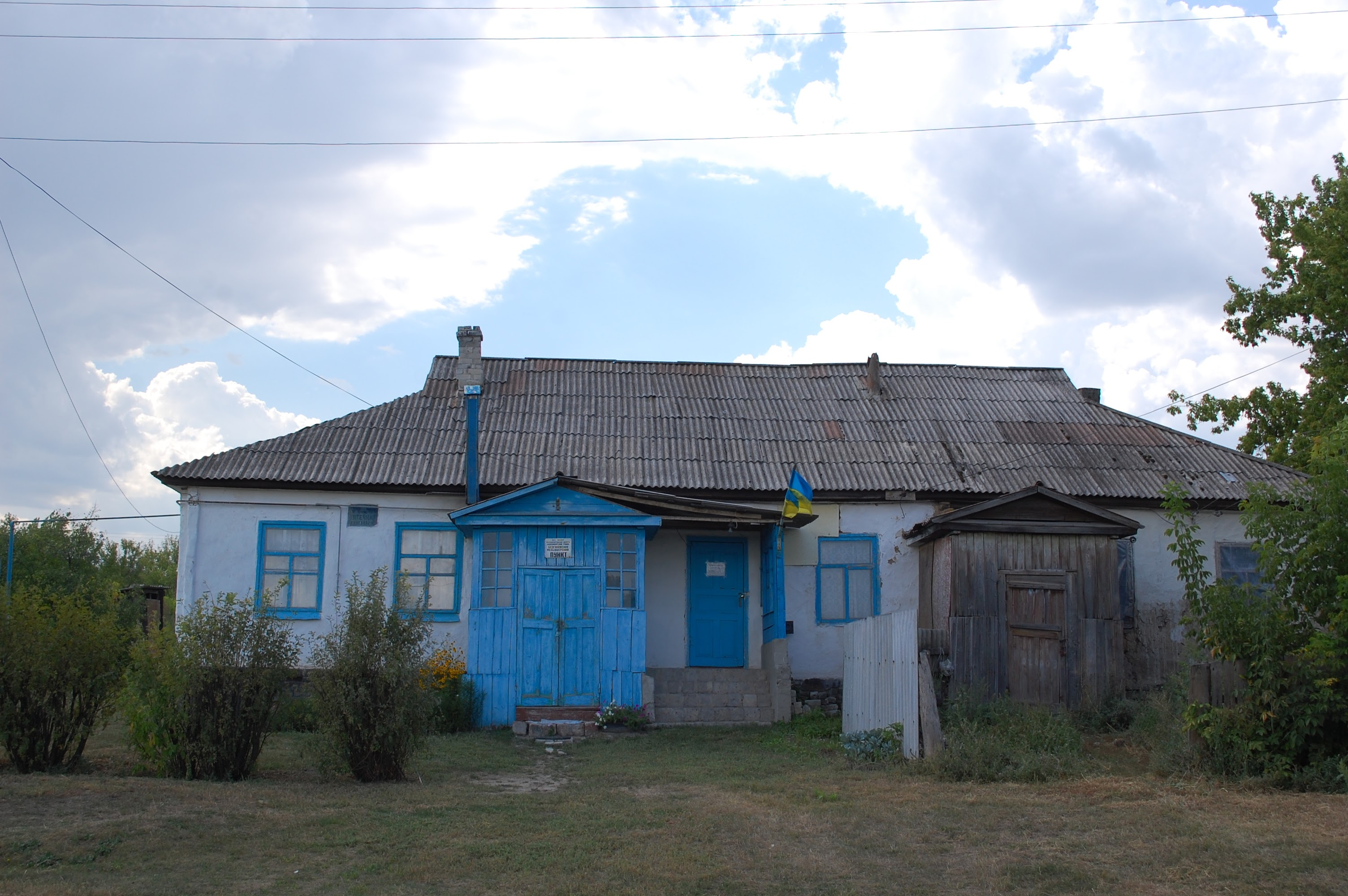
с. Безгинове
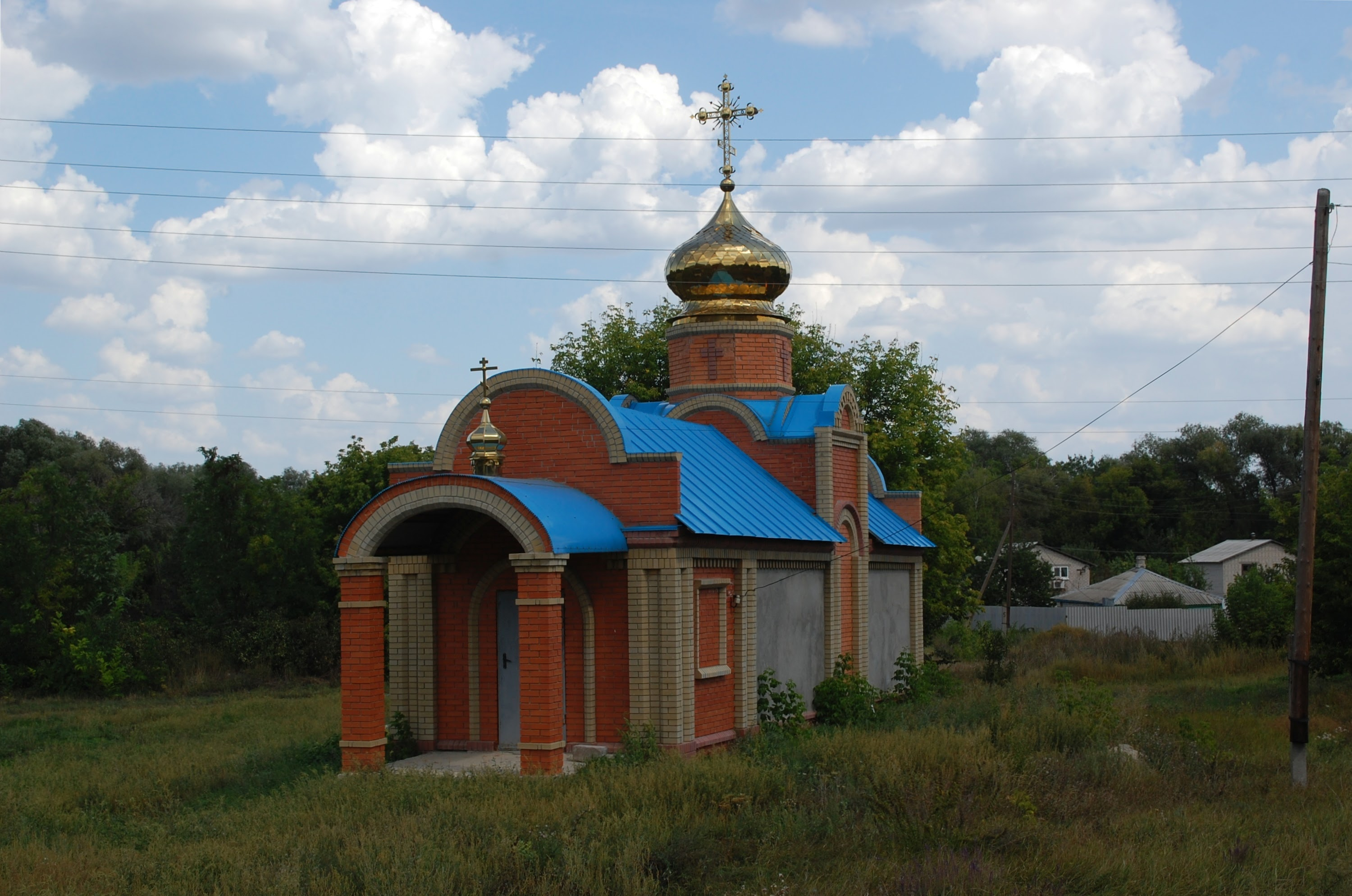
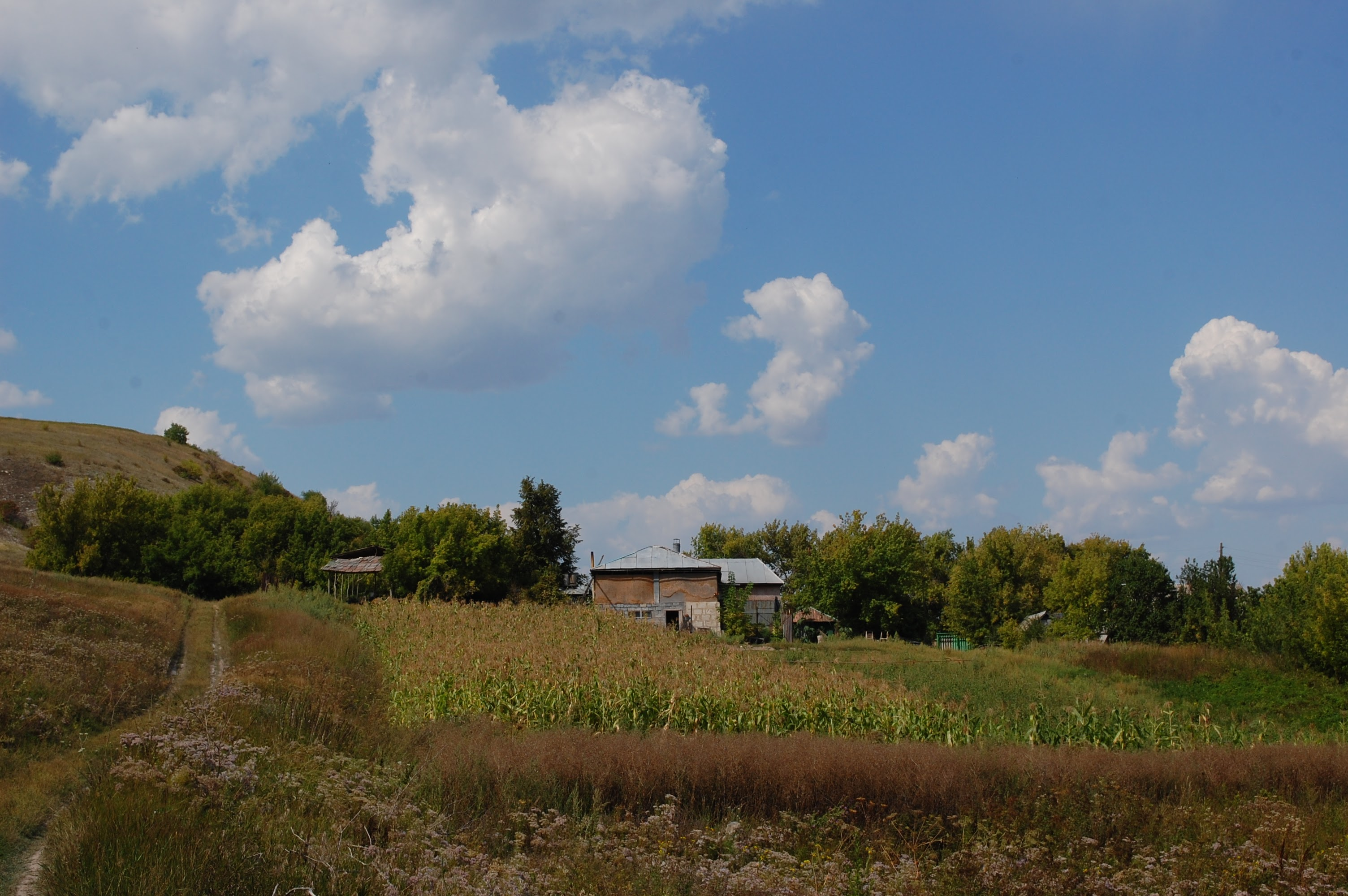
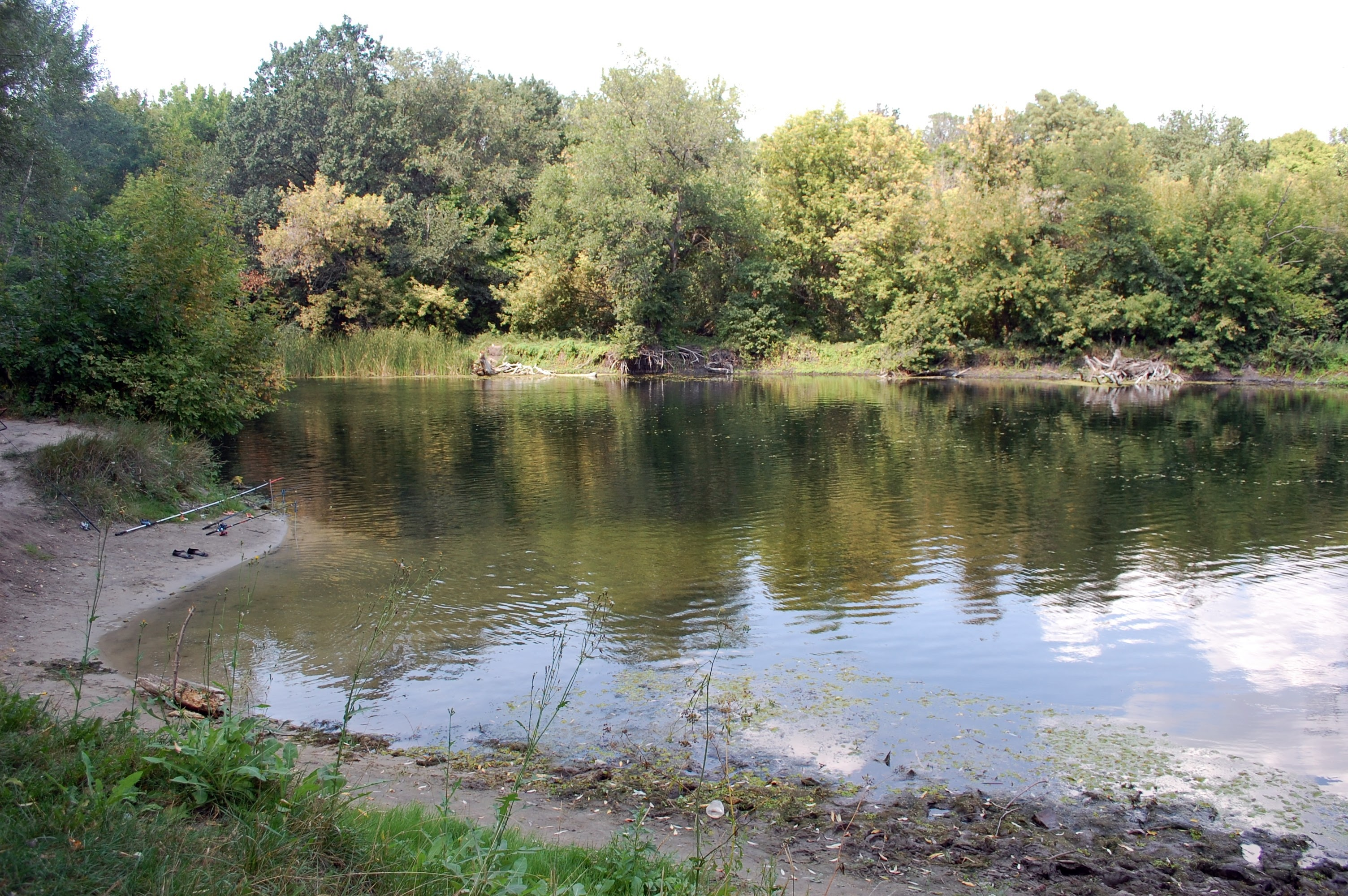
пляж
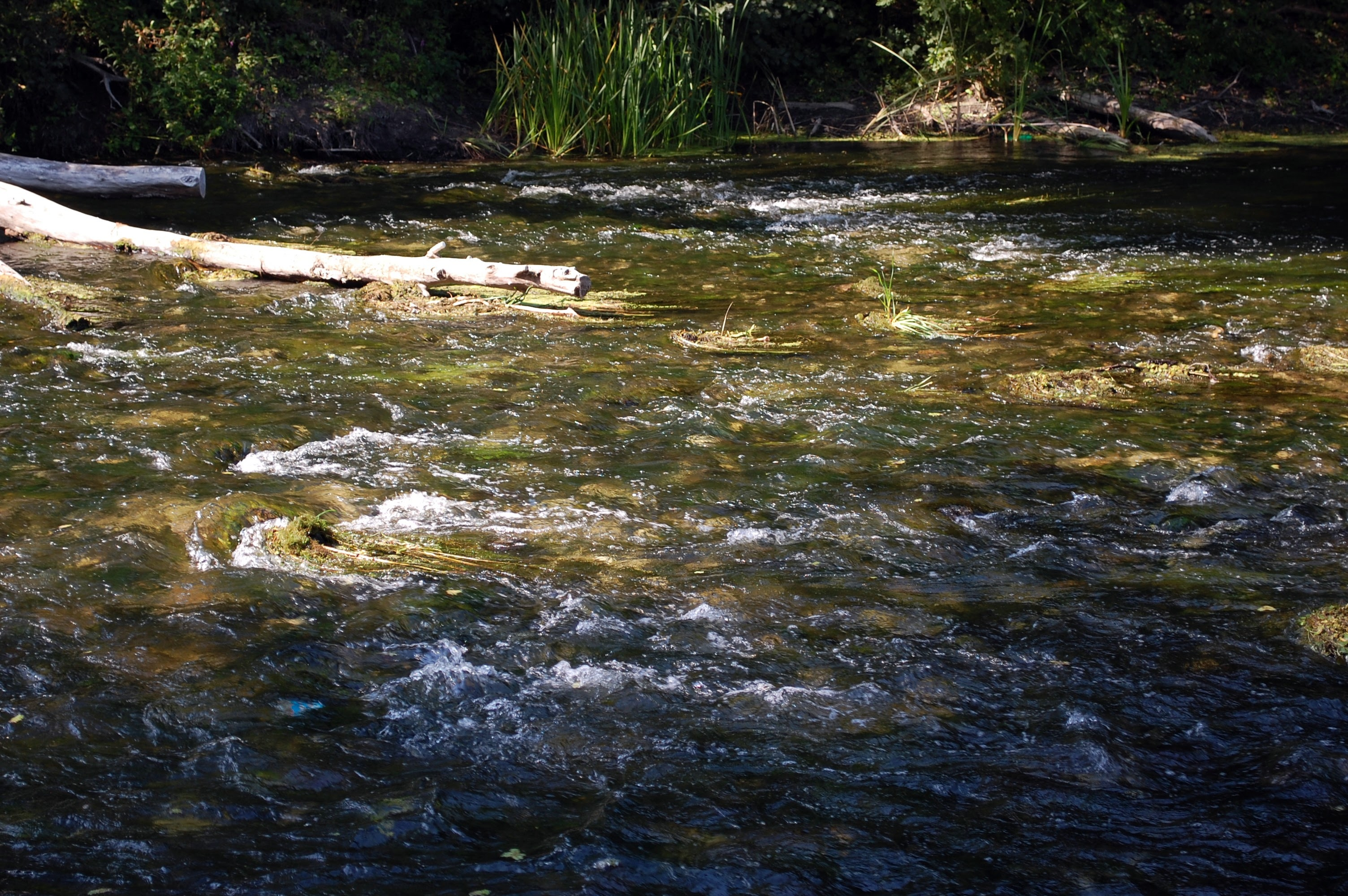
перекат
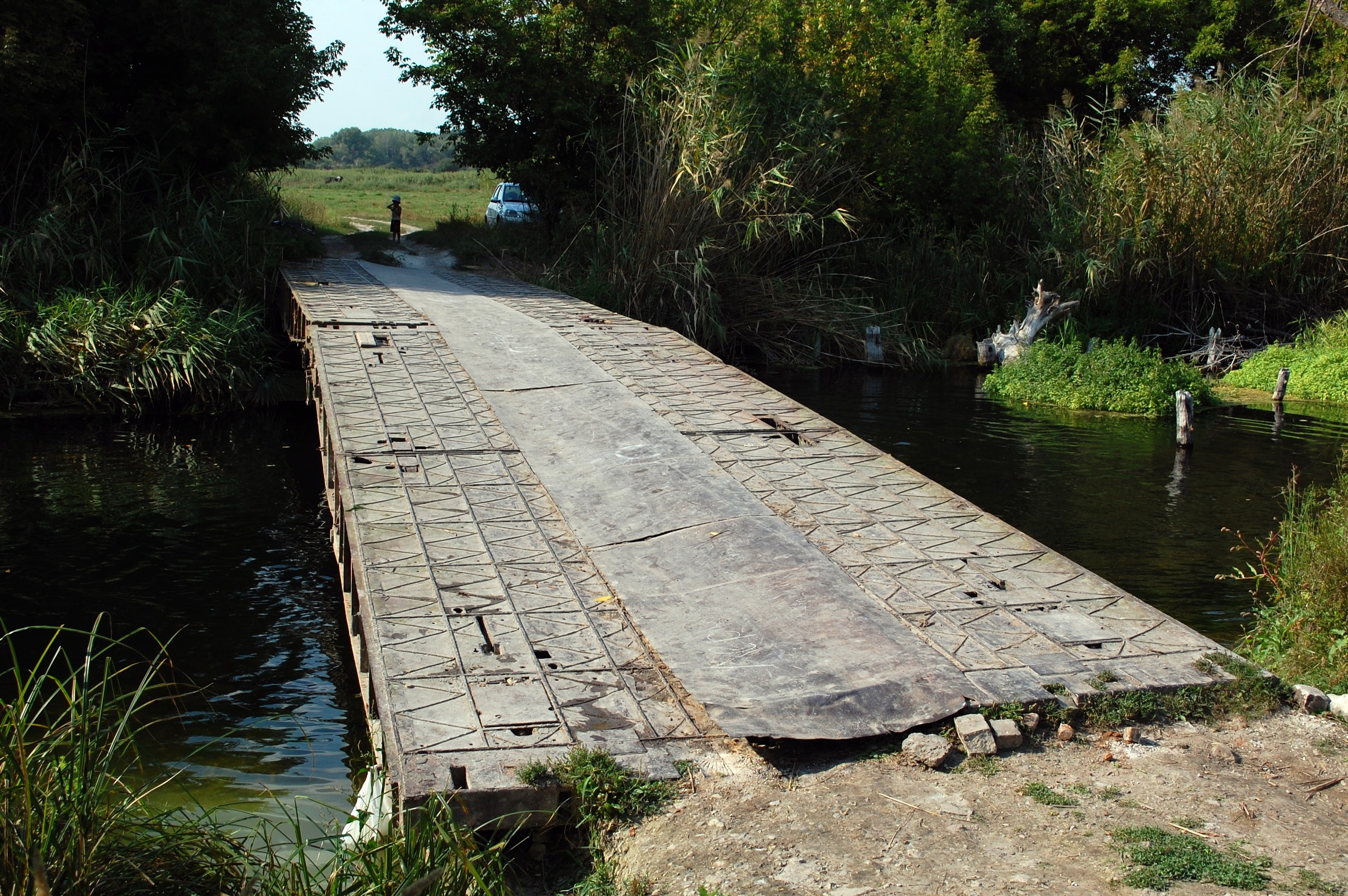
міст
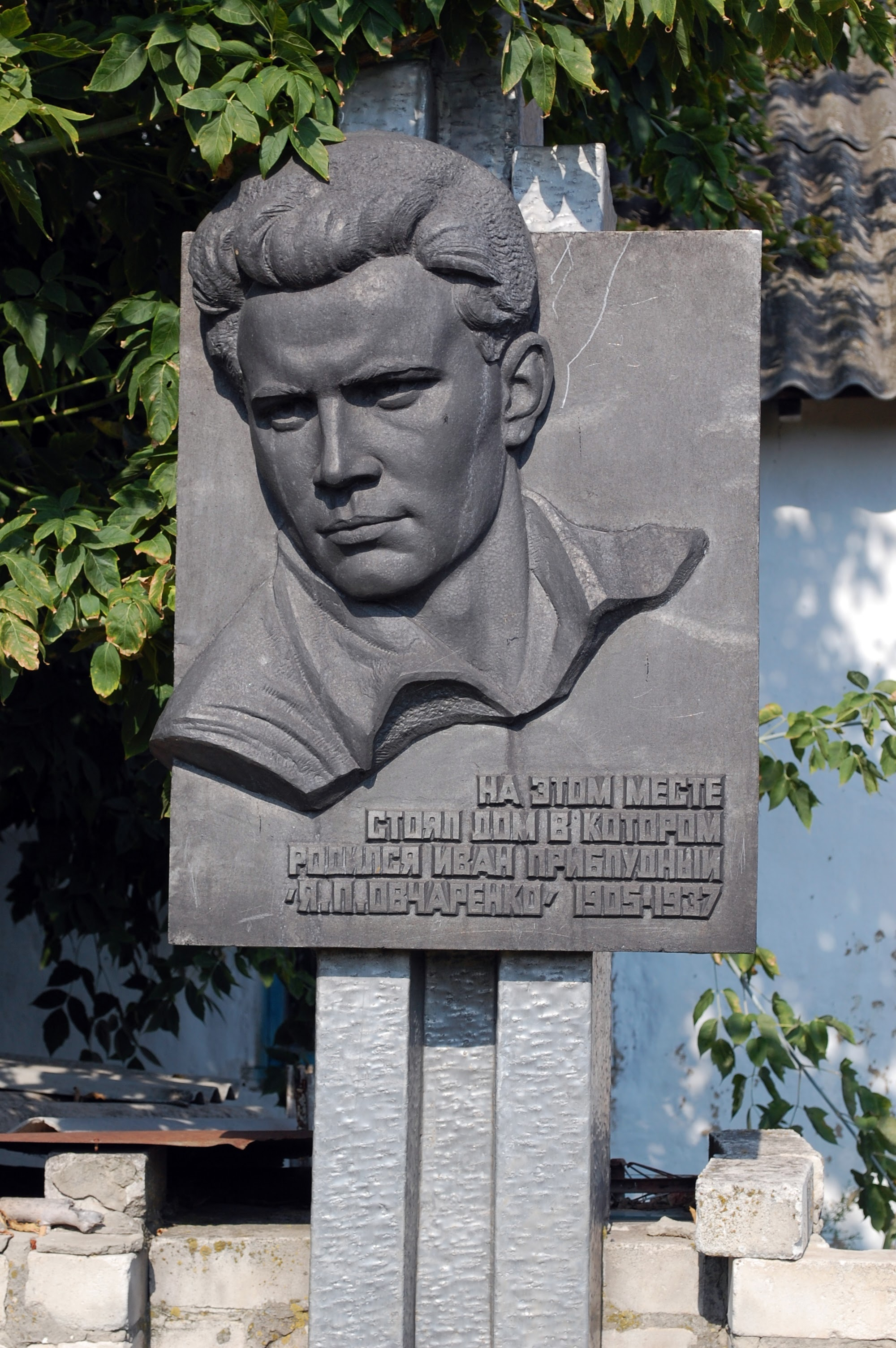
І.Приблудний

## Також
- Перелік населених пунктів, що постраждали від Голодомору 1932-1933, Луганська область